# 粗脉桂
粗脉桂（学名：Cinnamomum validinerve）是樟科肉桂属的植物，是中国的特有植物。分布于中国大陆的广东、广西等地，生长于海拔500米的地区，目前尚未由人工引种栽培。